# Hem (Frankrijk)
Hem (Nederlands: Ham) is een Franse gemeente in het Noorderdepartement (Frans: département du Nord) in de regio Hauts-de-France. De gemeente telde 18.579 inwoners op 1 januari 2022 en maakt deel uit van het arrondissement Rijsel.

## Geografie
De oppervlakte van Hem bedroeg op 1 januari 2022 9,65 vierkante kilometer; de bevolkingsdichtheid was toen 1.925,3 inwoners per km².

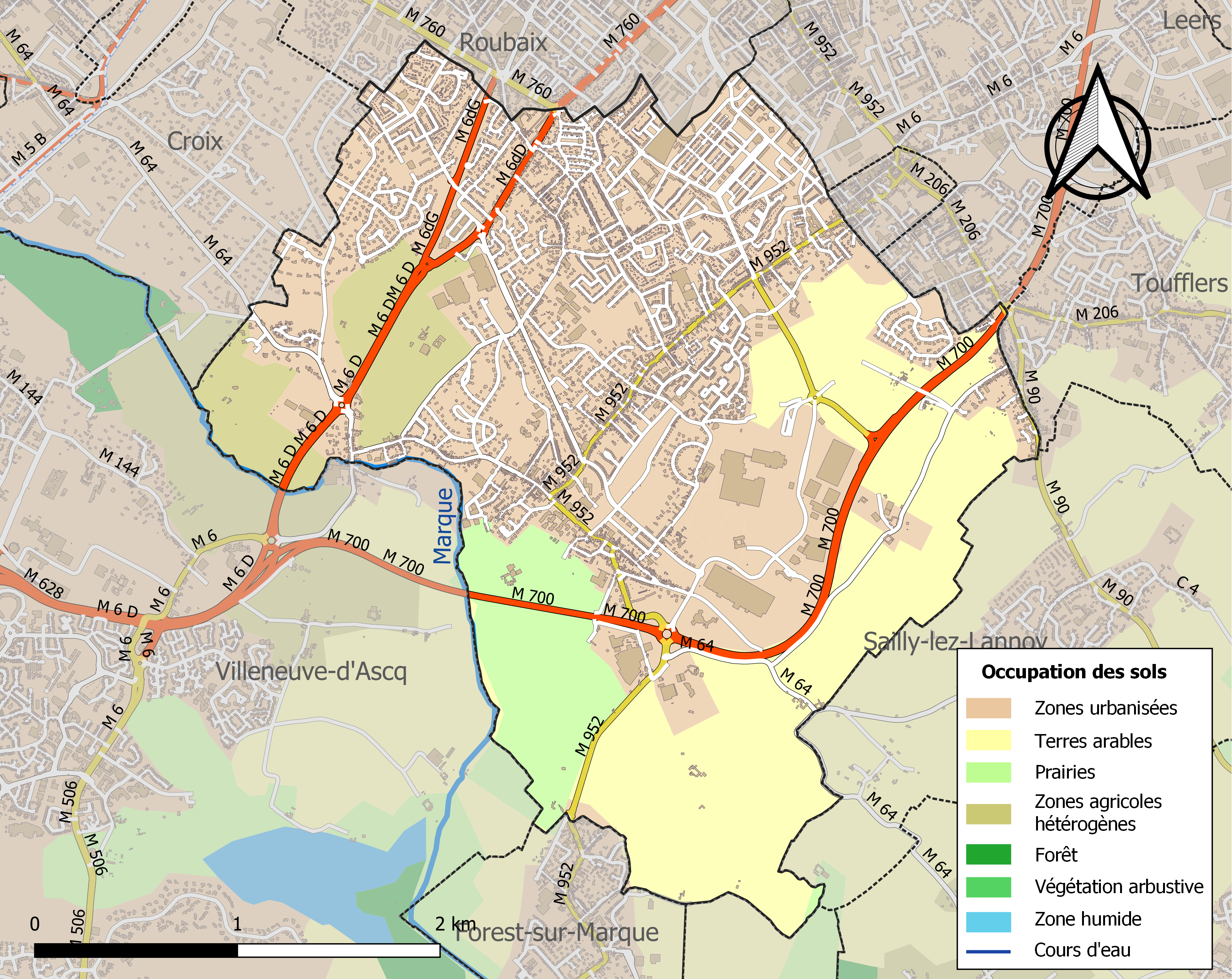
Kaart van de gemeente met de belangrijkste infrastructuur, bodemgebruik en omliggende gemeenten

## Bezienswaardigheden
- De Église Saint-Corneille in het centrum
- De Église Saint-André uit 1968
- De Église Saint-Paul uit de jaren 50
- De Chapelle Sainte Thérèse uit 1958
- Op de begraafplaats van Hem liggen 14 Britse militaire graven met gesneuvelden uit beide wereldoorlogen.

## Natuur en landschap
Hem ligt aan de zuidrand van de agglomeratie van Roubaix. In het zuiden ligt de rondweg van Roubaix, de M700. In het zuidwesten van Hem loopt de Marque met het Natuurgebied Réserve Naturelle du Héron en de Promenade des Marchenelles. De hoogte van Hem bedraagt ongeveer 35 meter.

## Demografie
Onderstaande figuur toont het verloop van het inwonertal (bron: INSEE-tellingen).

## Sport
In Hem ligt de kasseistrook Secteur pavé de Hem die is opgenomen in het parcours van de wielerwedstrijd Parijs-Roubaix.

## Nabijgelegen kernen
Roubaix, Forest-sur-Marque, Lannoy